# Powrót doktora von Kniprode
Powrót doktora von Kniprode – czarno-biały, dwuodcinkowy film telewizyjny produkcji polskiej w reżyserii Huberta Drapelli, na podstawie scenariusza Jerzego Bednarczyka i Tadeusza Pietrzaka, wyprodukowany w roku 1965 i stanowiący dalszy ciąg serialu telewizyjnego Podziemny front.
Zdjęcia plenerowe zrealizowano w Łodzi (m.in.  ul. Roosevelta, ul. Ogrodowa, kaplica Scheiblera na Starym Cmentarzu).

## Części filmu
Odcinek 1. Na wilczym tropie (47 min.)
Grupa Werwolfu wraz z Kniprode przygotowuje się do ucieczki przed nadciągającym frontem. Oddział wojsk polskich dociera szybciej niż się spodziewali. Przed ucieczką ukrywają szyfry i archiwum doktora. Żołnierzom LWP udaje się jednak znaleźć ukryte dokumenty.
Odcinek 2. W matni (58 min.)
Akcja filmu dzieje się w ostatnich dniach II wojny światowej i opowiada o poszukiwaniach przez polskie władze bezpieczeństwa zbrodniarza wojennego, byłego szefa warszawskiego gestapo, doktora Heinricha von Kniprode, który próbuje uciec sprawiedliwości i wywieźć na zachód kartotekę niemieckich agentów w Polsce.

## Obsada aktorska
- Jan Kreczmar − standartenführer doktor Heinrich von Kniprode, szef gestapo w Warszawie
- Zofia Charewicz − Helga von Kniprode, siostrzenica doktora
- Stanisław Niwiński − kapitan Karcz
- Lech Ordon − Walek, żołnierz WP
- Jerzy Turek − chorąży Łoza
- Bogusław Sochnacki − Jaeger, oficer gestapo
- Jerzy Walczak − więzień Wójcik